# Rangkrona
Rangkrona kallas en emblematisk, oftast heraldisk, framställning av en krona som är till för att utmärka en särskild rang eller status som innehavaren har. För personer med ärvd status, kan en sådan krona även kallas bördskrona.
I våra dagar används rangkronor i första hand som avbildningar av kronor i heraldiska vapen. Monarkier har ofta en kungakrona eller annan rangkrona motsvarande statschefens titel ovanpå skölden i sitt statsvapen.
Kommuner som har status av stad kan i många länder använda en murkrona på sin vapensköld. På adliga vapen används rangkronor motsvarande de olika adelstitlarna. I de flesta fall har kronor av detta slag aldrig existerat i sinnevärlden, utan utgör bara ett emblematiskt rangtecken.

## Rangkronor i olika länder

### Danmark
|                  |                                        |                 |                   |                   |                |                      |                |
| Konung/Drottning | Tronföljaren (Kronprins/Kronprinsessa) | Prins/Prinsessa | Hertig/Hertiginna | Markis/Markisinna | Greve/Grevinna | Friherre/Friherrinna | Obetitlad adel |

### Finland
Finland är republik och använder ingen krona ovanpå skölden i sitt riksvapen. Vissa finska städer använder murkrona på sin sköld. Däremot finns det även städer i Finland som använder en grevekrona på sina stadsvapen. En sådan är stad är Jakobstad i landskapet Österbotten.
På landskapsvapen i Finland används trots det republikanska statsskicket de gamla hertig- och grevekronorna som de historiska landskapen tilldelades på 1500-talet; den dåtida grevliga kronan ser ut som nutidens svenska friherrekrona. De nutida län och landskap som har bildats, använder också dessa kronor. Man använder då den ranghögsta av de kronor som finns på något av de historiska landskapsvapen som helt eller delvis ingår i det moderna administrativa området.
Finsk adel som fick sin status före 1809 använder samma kronor som adeln i Sverige (se nedan). Under tiden som storfurstendöme under Ryssland 1809-1917 influerades adelsheraldiken av den ryska.
|                                            |                                                                             |                                    |
| hertiglig krona på Karelens landskapsvapen | grevlig krona (senare i Sverige friherrlig krona) på Savolax landskapsvapen | murkrona på Björneborgs stadsvapen |

### Norge
I Norge infördes bygelkrona med korsglob som symbol för kungamakten år 1671. Sedan 1991 finns den i en särskild utformning, den så kallade rikskronan som enligt Utrikesdepartementets bestämmelser ska användas av samtliga myndigheter. Därutöver finns en monogramkrona som används av kungen personligen och en regaliekrona som används av kungliga slottet.
|                  |              |                   |                   |                |                      |                |
| Konung/Drottning | Tronföljaren | Hertig/Hertiginna | Markis/Markisinna | Greve/Grevinna | Friherre/Friherrinna | Obetitlad adel |

### Spanien
|                  |                                                                  |                                |                              |                    |                                                                 |
| Konung/Drottning | Konung/Drottning (i Aragon, Katalonien, Balearerna och Valencia) | Tronföljaren prins av Asturien | Tronföljaren prins av Girona | Infant/Infantinna  | Prins/Prinsessa (i Aragon, Katalonien, Balearerna och Valencia) |
|                  |                                                                  |                                |                              |                    |                                                                 |
| Grand            | Hertig/Hertiginna                                                | Markis/Markisinna              | Greve/Grevinna               | Vicomte/Vicomtessa | Friherre/Friherrinna                                            |

### Storbritannien
I Storbritannien används rangkronor av medlemmar av kungahuset, innehavare av pärskap och vissa myndigheter. Storbritanniens kungliga vapen, som även är statschefens personliga vapen, är krönt med kungakrona. Kungakronan består av en ring med tre synliga byglar, tre synliga korsar, två synliga liljor och en riksäpple på toppen och har foder av mörkt röd. Tronarvingen (känt som prins av Wales i England och hertig av Rothesay i Skottland) använder en krona liknande med kungakronan, men med bara en rund bygel.
Kungahusets övriga prinsar och prinsessor använder öppna kronor, också med mörkt rött foder och en tistel på toppen. Kronringen pryds av tre synliga korsar och två synliga liljor (för barn, bröder och systrar av kungen eller drottningen, förutom tronarvingen); ett synlig kors, två synliga liljor och två synliga smultronblad (för barn av tronarvingen); eller tre synliga kors och två synliga smultronblad (för övriga prinsar och prinsessor).
På adliga vapen finns i Storbritannien fem typer av rangkronor för olika pärsvärdigheter: hertig, markis, vicomte, earl och baron.
Krona översätts i engelskan som crown. Men på formell engelska kallas bara en monarks krona crown; prinsars, prinsessors, adels med fleras kronor kallas coronet, ”liten krona”.
| |                                                                      |                                               |                                              |                                      |                                                   |
| S:t Edvards krona Konung/Drottning (i riksdelarna England, Nordirland och Wales, samt i Storbritannien som helhet) | Kungariket Skottlands krona Konung/Drottning (i riksdelen Skottland) | Georges prins av Wales krona Prinsen av Wales | Prins/Prinsessa (monarkens barn, och syskon) | Prins/Prinsessa (tronföljarens barn) | Prins/Prinsessa (monarkens barnbarn i sidogrenar) |
| |                                                                      |                                               |                                              |                                      |                                                   |
| Hertig/Hertiginna ("vanlig hertig/hertiginna" utanför kungahuset)                                                  | Markis/Markisinna                                                    | Earl/Grevinna                                 | Viscount/Viscountess                         | Baron/Baroness                       |                                                   |

### Sverige
I Sverige används rangkronor av kungahuset, Riddarhuset och vissa myndigheter. Sveriges riksvapen, som även är statschefens personliga vapen, är krönt med kungakrona. Kungakronan består av en ring med fem synliga slutna byglar, fem synliga blad, mellan varje blad en spets, samt överst ett riksäpple och har foder av purpur. Kungakronan kröner statliga myndigheters vapen till exempel länsstyrelser och används även av drottningen.
Kungahusets prinsar och prinsessor använder öppna kronor med blått foder. Kronringen pryds av fem synliga spetsar och fyra synliga svarta vasar. Kronornas utformning går tillbaka till Erik XIV:s kröning då arvfurstarna bar kronor inspirerade av de tyska kurfurstarnas och de österrikiska ärkehertigarnas kronor.[källa behövs] De fick sin slutgiltiga utformning av Gustav III som lade till vasarna. Sedan prinsar 1772 fått svenska landskap som titulärhertigdömen ersatte prinskronan gradvis den äldre hertigkronan på landskapsvapnen. Tronarvingen (om denne är kronprins eller kronprinsessa) använder en liknande krona med endast en vase placerad mitt på kronringen.
Före kommunreformen 1971 användes murkronor på stadskommunernas vapen. Vissa kommuner har valt att behålla dem i sina kommunvapen.
På adliga vapen finns i Sverige tre typer av rangkronor, adlig (obetitlad adel och uradel), friherrlig och grevlig, motsvarande de tre vanligaste typerna av svensk adel.
|                                |                                        |                                     |                |                      |                |                |
| Konung/Drottning (samt staten) | Tronföljaren (Kronprins/Kronprinsessa) | Hertig/Hertiginna (Prins/Prinsessa) | Greve/Grevinna | Friherre/Friherrinna | Obetitlad adel | Städer (-1971) |